# Ordem Liberal Democrata
A Ordem Liberal Democrata (OLD) é um partido político de São Tomé e Príncipe, fundado oficialmente depois das eleições gerais de outubro de 2014, em São Tomé, por um grupo de cidadãos que julgam entender que há "uma crise política cíclica no País e a incapacidade da classe política atual de gerir a coisa pública de maneira transparente, ordeira e produtiva."
A OLD defende em seu programa "o Estado de direito e a Democracia representativa e luta pela construção de uma sociedade mais justa, unida e próspera, através da promoção da Nação, Ordem e Excelência como pilares fundamentais do Estado."